# Daniel Doheny
Daniel Doheny (ur. 13 grudnia 1997) – kanadyjski aktor.

## Życiorys
Urodził się i wychował w Vancouver w Kolumbii, rozpoczynał pracę w teatrach w całym mieście. Jest absolwentem szkoły teatralnej Studio 58, gdzie otrzymał stypendium Earl Klein Memorial. Pierwsza ważną rolą Daniela była rola Alexa w filmie Alex Strangelove, przed nią pojawił się w kilku filmach krótkometrażowych.

## Filmografia

### Filmy
| Rok  | Tytuł                   | Rola          | Uwagi               |
| ---- | ----------------------- | ------------- | ------------------- |
| 2012 | Hart Attack: First Gear | Dane Jermaine |                     |
| 2012 | False Fiend             | Joey          | Film krótkmetrażowy |
| 2017 | Public Schooled         | Liam          |                     |
| 2018 | Alex Strangelove        | Alex Truelove |                     |
| 2018 | The Package             | Sean          |                     |

### Seriale
| Rok  | Tytuł             | Rola               | Uwagi                                         |
| ---- | ----------------- | ------------------ | --------------------------------------------- |
| 2016 | HumanTown         | Various Characters |                                               |
| 2017 | Nie z tego świata | Jarrod Hayes       | Epizod: The Memory Remains (sez. 12, odc. 18) |